# Batalha de Raqqa (2017)
A Batalha de Raqqa foi a quinta fase da Campanha de Raqqa, parte de uma série de ofensivas militares lançadas pelas Forças Democráticas Sírias (FDS) contra o Estado Islâmico do Iraque e do Levante (EI/EIIL) na cidade de Raqqa, considerada a capital de facto do autodenominado califado.
A batalha começou no dia 6 de Junho de 2017 e contou com apoio de bombardeiros e forças terrestres da Coalizão liderada pelos Estados Unidos. A operação foi chamada de Grande Batalha pelas FDS.
Após mais de cinco meses de violentos combates na cidade, as forças curdas anunciaram que estavam no controle total de Raqqa, com os jihadistas do Estado Islâmico em retirada da região. Segundo observadores, a cidade foi deixada em ruínas, com milhares de mortos, principalmente civis.

## Antecedentes
Em Junho de 2017, Raqqa continuava sendo a única grande cidade síria inteiramente sob o controle do Estado Islâmico, sendo assim, o efectivo centro de operações do mesmo. Raqqa foi o centro de planeamento dos ataques terroristas contra cidades europeias.
A Campanha de Raqqa foi anunciada pelas Forças Democráticas Sírias (FDS) em 6 de Novembro de 2016 em um esforço para conquistar a cidade, e tem resultado na recuperação de uma grande área na Província de Raqqa do Estado Islâmico, incluindo a cidade de al-Thawrah, e a infraestrutura em Barragem de Tabqa, e Barragem Baath.
Cerca de 500 soldados das Forças Especiais Americanas Estão operando em solo no nordeste da Síria em suporte a Campanha de Raqqa. Os EUA e outros membros da coligação estão suprindo armamento pesado, serviços de inteligência, suporte de comunicação e outras ajudas para as FDS como parte da intervenção estrangeira no conflito.
A batalha começou em um período turbulento para a coligação. As pressões internas foram elevadas pela Crise diplomática no Catar, que fez com que as relações entre o Catar e outros países membros fosse cortada, e que foi publicamente apoiada pelo presidente americano Donald Trump.
Moradores locais disseram que militantes do Estado Islâmico tem abandonado em massa a cidade e viajado para Deir ez-Zor em antecipação ao ataque a sua capital.
Existem boatos de que o grupo iria atacar a cidade - boato esse mantido pelo Forças Armadas da Síria - num esforço para manter uma última resistência.
De acordo com a AFP, um ataque aéreo americano provocou a morte de 21 civis enquanto tentavam fugir de Raqqa em botes pelo Rio Eufrates. O evento também foi relato pela Al Jazira, mas afirmando que havia dúvidas sobre a origem dos ataques aéreos.

## Batalha

### Entrada em Raqqa

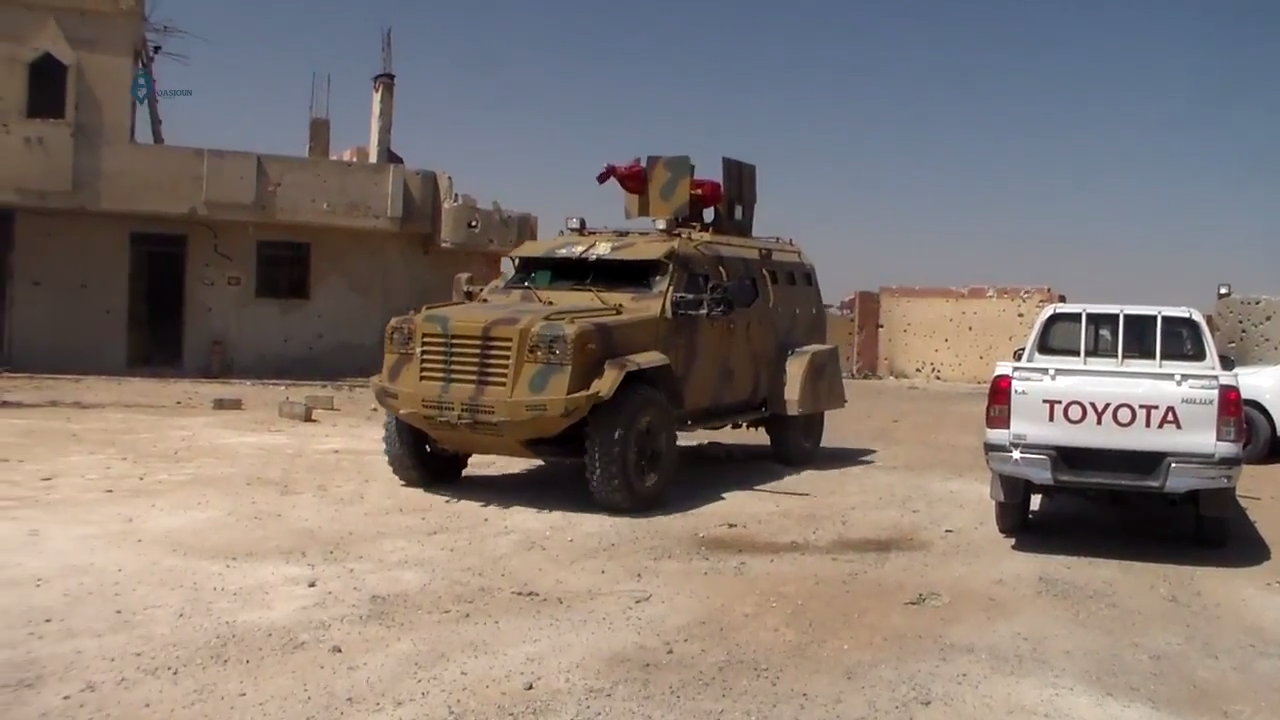
Veículos usados pelas FDS em Raqqa

A Força Aérea dos Estados Unidos realizou fortes ataques aéreos em Raqqa no dia anterior à batalha. A batalha foi lançada oficialmente pelas FDS no início de 6 de junho de 2017. A ofensiva veio do norte, leste e oeste de Raqqa. Com o apoio aéreo dos Estados Unidos, as FDS atacou a antiga base da 17.ª Divisão do Exército Sírio a norte de Raqqa e o distrito de Mashlab, na parte sudeste da cidade. No final do dia, as FDS captuaram mais da metade do distrito de Mashlab e também atacou o distrito de Andalus no noroeste. As FDS também capturaram a aldeia de al-Jazra.
A 7 de junho, as FDS capturaram as ruínas de uma fortaleza nos arredores da cidade, e um oficial da coligação liderados pelos EUA anunciou que a ofensiva estava pronta para avançar. No mesmo dia, as FDS capturaram os distritos de Tell Harqal na cidade.
Brett H. McGurk, enviado especial com responsabilidade sobre a coligação militar liderada pelos EUA, afirmou que a batalha na cidade seria acelerada pelo colapso do EIIL na Batalha de Mosul e afirmou que as forças estavam preparadas para um "difícil batalha de muito longo prazo".
As FDS entrou na base da 17.ª Divisão e na planta de açúcar próxima em 8 de junho, mas acabaram por ter de recuar, devido a baixas resultantes da persistente resistência de EIIL.
Na noite seguinte, os aviões da Coligação atingiram fortemente a cidade, matando 22 civis. Ao mesmo tempo, as FDS, apoiadas por forças especiais, estavam perto de capturar todo o bairro de Al-Mashlab. Mais tarde naquele dia, as FDS entraram no bairro de Sabahiyah a partir do eixo ocidental e capturaram as partes restantes do bairro al-Mashlab em poucas horas.
Em 10 de junho, as FDS entraram no subúrbio romano e foram bloqueado "em uma luta feroz", enquanto elas estavam reforçando a metade ocidental de Al-Sabahiya. A própria Coligação Internacional declarou que haviam destruído inúmeros alvos em Raqqa entre 7 e 9 de junho; um campo de minas, onze posições de combate, quatro veículos, três sede do EIIL, dois dispositivos explosivos improvisados (VBIED) e um prédio controlado pelo EIIL. No final do dia, as FDS conseguiram assumir o controlo do subúrbio de Harqaliya. Durante a batalha, as forças dos EUA usaram várias vezes munições de fósforo branco. Um porta-voz do Exército dos EUA não confirmou ou negou a alegação.

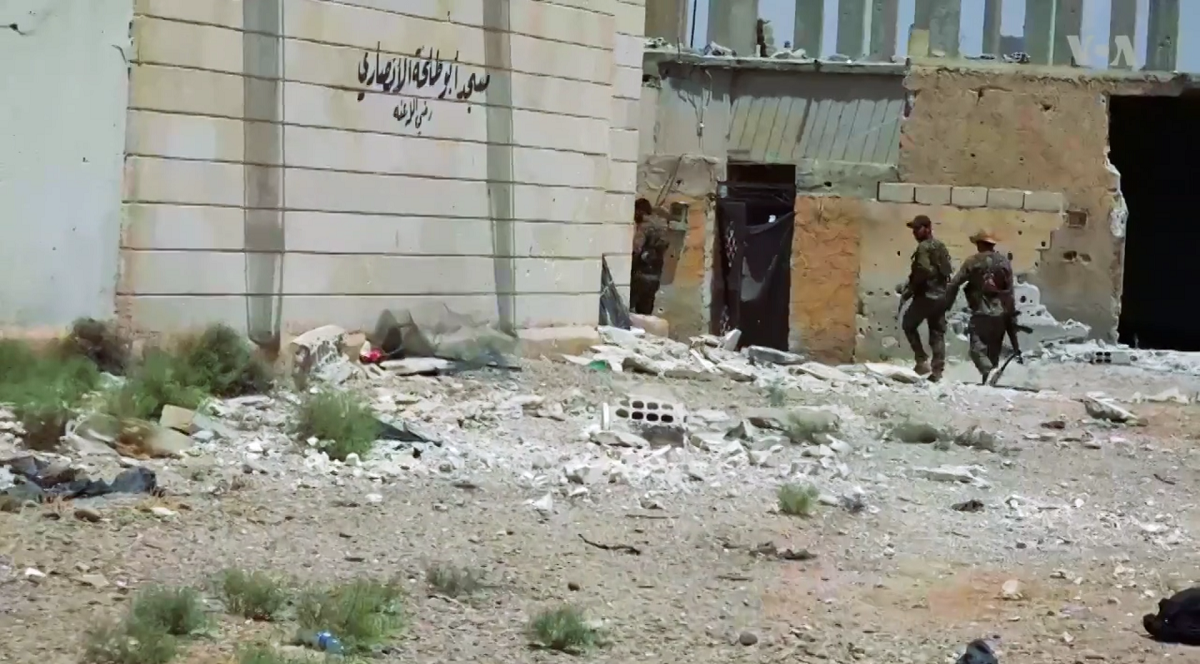
Combatentes das FDS caminham nas ruínas de um subúrbio de Raqqa

Até 11 de junho, 79 civis teriam sido morto. As FDS capturaram "partes amplas" do subúrbio romano e avançaram para o bairro de Al-Sinaa e o Mercado Al-Hal, perto das margens do norte do rio Eufrates. Jihadistas do EIIL atacaram a planta de açúcar que as FDS capturaram três dias antes na parte norte da cidade.
Em 12 de junho, as FDS iniciaram o processo de captura dos bairros de al-Sinaa e al-Hattin, juntamente com a zona industrial al-Sinaa. As FDS capturaram a aldeia Sahil ao sudoeste de Raqqa após confrontos entre as FDS e o EIIL começaram e duraram até a manhã seguinte.
Em 14 de junho, as FDS entraram no bairro de al-Berid, na parte ocidental de Raqqa, após um intensa combate em que um bombista-suicida do EIIL foi morto.
Em 15 de junho, as FDS capturaram o bairro de Al-Sinaa e entraram no bairro de Batani. Várias tropas da CJTF-OIR foram feridas por um VBIED plantado pelo EIIL no bairro de Al-Sinaa.
Em 18 de junho, as FDS capturaram a aldeia de Kasrat Sheyh Juma, ao sul de Raqqa. As forças lideradas pelos curdos também capturaram uma estufa no sul da cidade, bem como o bairro Batani no leste.

### Cerco a Raqqa
Em 19 de junho, o EIIL atacou as muralhas antigas e conseguiu cercar um grupo de combatentes das FDS, entre eles membros das Forças de Elite. As Forças de Elite então tentaram quebrar o cerco dos seus camaradas, derrubando um drone de bombardeio do EIIL, conseguindo quebrar o cerco dos seus quinze combatentes cercados no portão de Bab Bagdad da cidade velha. No decorrer desta operação, as Forças de Elite perdeu o seu primeiro membro na batalha pela cidade de Raqqa e a sua sede da Operação "Raiva do Eufrates". No dia seguinte, as FDS, apoiado por ataques aéreos especialmente pesados, continuaram a avançar no noroeste de Raqqa em meio a tentativas "desesperadas" do EIIL para parar o seu progresso. Um contra-ataque do EIIL no distrito de Batani foi repelido. Em 23 de junho, as FDS iniciaram um assalto ao distrito de Qadisiya, o que levou a ferozes combates na região. No dia seguinte, as FDS cercaram e sitiaram completamente a cidade de Raqqa, cercando aproximadamente 4 000 militantes do EIIL.

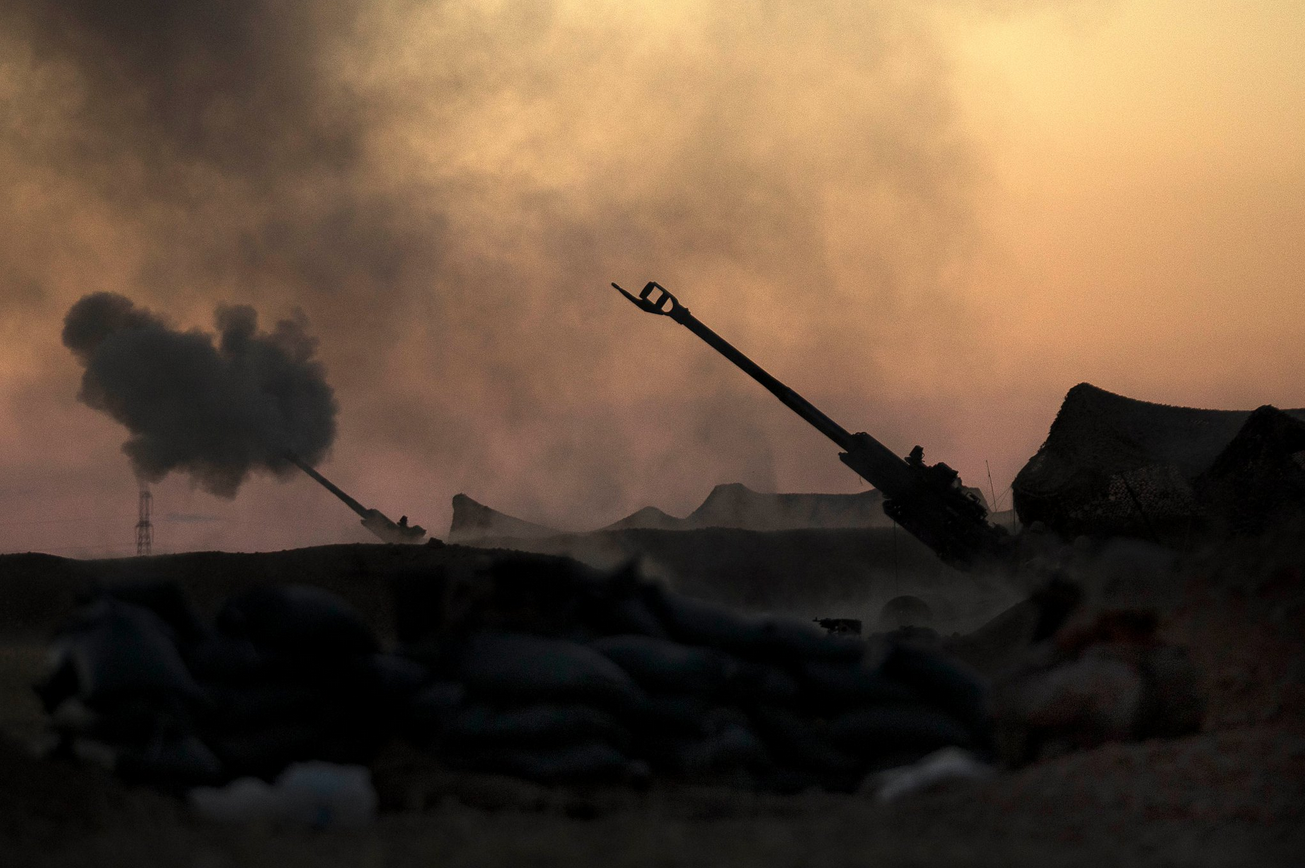
O Corpo de Fuzileiros Navais dos Estados Unidos deram apoio de artilharia às FDS durante a batalha

Até 25 de junho, as FDS haviam capturado a parte ocidental do distrito de Qadisiya, donde o EIIL lançou um grande contra-ataque, levando a combates extremamente pesados. No dia seguinte, no entanto, as FDS finalmente capturou todo o distrito de Qadisiya, tornando-se o sexto distrito da cidade sob controlo das FDS. Em resposta, o EIIL lançou vários contra-ataques na cidade e na margem sul do Eufrates, embora estes tenham falhado. Ao final do dia, as FDS também tomaram o controlo da aldeia de al-Farkha para o sudoeste de Raqqa. O porta-voz da CJTF-OIR, Ryan Dillon, observou que a resistência do EIIL aumentou à medida que as FDS avançavam para a cidade.
A 27 de junho, as FDS lançaram um ataque contra a cidade velha, que foi repelido pelo EIIL, embora tenham sucedido na captura da aldeia de al-Ghota a sul de Raqqa.
Em 28 de junho, as FDS entraram em confronto com militantes do EIIL perto de um jardim de infância no bairro de Ar-Ruda, no leste de Raqqa, matando 8 jihadistas. As FDS também entraram no bairro de Al-Nahda, no oeste de Raqqa, onde entraram em confrontos com militantes do EIIL, o que resultou na morte de 19 combatentes de EIIL. No decorrer dos próximos dois dias, as FDS cortaram todas as rotas de fuga restantes para o EI de Raqqa. Os confrontos entre as FDS e o EIIL também começaram nos bairros de Al-Yarmouk e Huteen no oeste de Raqqa, enquanto as FDS capturaram outra aldeia ao sul da cidade. No entanto, um grande contra-ataque do EIIL em 30 de junho, liderado por vários VBIED , recuperou o bairro de Al-Sinaa, após 350 combatentes das FDS que eram parte de uma unidade do Exército Livre da Síria terem abandonado as suas posições e terem fugido.

### Avanço das FDS para a Cidade Velha
Durante 1 e 2 de julho, os combatentes dos FDS expulsaram os jihadistas do mercado al-Hal no leste Raqqa, enquanto as FDS continuaram a avançar em outros bairros da cidade com a ajuda de ataques aéreos pesados da CJTF-OIR. Ratla, uma vila ao sudeste da cidade também caiu para as FDS. As FDS entraram no bairro de Hashim Bin al-Melek no sul de Raqqa e no bairro de Al-Yarmouk, no oeste, em 3 de julho. Na noite de 3 a 4 de julho, um ataque de precisão da CJTF-OIR destruiu uma secção de 25 metros de comprimento da muralha medieval que cercava a cidade velha de Raqqa. Isso foi feito para que as FDS pudessem finalmente entrar na fortemente fortificada Cidade Velha, ao mesmo tempo em que preservava a maior parte da muralha. As FDS avançaram para a Cidade Velha, capturando o Palácio das Donzelas, embora encontrando resistência pesada. Enquanto isso, as forças aliadas continuaram a progredir em outras partes de Raqqa, tendo capturado metade do bairro de Hisham ibn Abd al-Malik, enquanto um grande ataque das Forças de Elite conseguiu retomar al-Sinaa ao EIIL. Algumas unidades menos disciplinadas das Forças de Elite, no entanto, ficaram desmoralizadas pelos combates pesados e retiraram-se da cidade, contra as ordens do comando das FDS e seus próprios superiores e camaradas. No entanto, as demais unidades das Forças de Elite permaneceram na linha de frente.
Os pesados combates na Cidade Velha continuaram nos dois dias seguintes, e os avanços das FDS foram lentos, apesar dos fortes ataques aéreos em seu apoio. Os ataques intensos do EIIL no Raqqa e no sul da cidade em Ratla foram repelidos principalmente, embora os militantes do EIIL conseguiram retomar uma parte do mercado al-Hal. Os confrontos especialmente intensos também ocorreram na parte ocidental, principalmente pelo bairro al-Bareed, já que ambos os lados lançaram ataques repetidos nas tentativas de ganhar território. Até 6 de julho, a imprensa pró-FDS afirmou que as forças da Coligação estavam fazendo progressos no oeste e que as defesas do EIIL apresentavam sinais de quebra. A coligação internacional também enviou outras armas, munições e reforços para Raqqa. Enquanto isso, o EIIL apresentou uma recompensa de aproximadamente 4 000 dólares por cada soldado dos EUA ou combatentes estrangeiros das FDS morto. Nos dias seguintes, continuaram os ferozes combates em Raqqa, com as FDS capturaram o Castelo Harun al-Rashid na Cidade Velha, e a Praça al-Mazarie no oeste. Até 10 de julho, a batalha em Raqqa foi descrita como cada vez mais "uma batalha desesperada casa a casa" sem linhas de frente, com os jihaidistas do EIIL escondidos em pequenos enclaves de resistência que se mostraram extremamente difíceis de eliminar para os combatentes das FDS que, em casos estavam mal armados. Os ataques suicidas do EIIL também dificultaram o avanço das forças da Coligação.
O progresso das FDS também foi supostamente prejudicado por disputas dentro das FDS e a desconfiança dos habitantes locais em relação à coligação anti-ISIL. Devido à propaganda do EIIL e à desconfiança de longa data entre os grupos étnicos na Síria, muitos dos árabes de Raqqa desconfiam das forças curdas dentro das FDS. Em 8 de julho, o Observatório Sírio de Direitos Humanos (OSDH/SOHR) informou que as Forças de Elite (de etnia árabe) se retiraram de Raqqa como resultado de disputas dentro das FDS e seu fraco desempenho no campo de batalha. As FDS, no entanto, negaram essa afirmação como rumores sem fundamento e disse que as Forças de Elite ainda estavam envolvidas na operação. O comandante das Forças de Elite, Abu Saleh, confirmou mais tarde que, pelo menos,que a unidade de cerca de 1 000 combatentes que liderava retirou-se de Raqqa; no entanto, ainda havia relatos de que pelo menos alguns membros das Forças de Elite continuavam a ser activas em Raqqa. Os relatórios da suposta retirada das Forças de Elite reforçaram a desconfiança da população local em relação às FDS. Havia também afirmações de que membros do Conselho Militar de Manbij estavam saqueando casas na cidade. Enquanto o progresso na cidade de Raqqa durante este tempo se mostrou lento, as FDS realizaram alguns progressos ao sul do Eufrates nos dias 10 e 11 de julho, capturando duas aldeias, incluindo al-Ukeirshi, que serviu como base militar para o EIIL.
Durante os quatro dias seguintes, as FDS fizeram alguns avanços importantes, capturando os bairros de al-Batani, Hisham ibn Abd al-Malik, al-Bareed e al-Qasyeh e cerca de 50% da cidade velha; Depois de contra-ataques pesados, no entanto, as FDS tiveram que abandonar algum do seu território recém-capturado na cidade velha e nos bairros acima mencionados. Enquanto isso, o comandante-chefe da CJTF-OIR, Stephen J. Townsend, disse que as únicas opções para os combatentes do EIIL em Raqqa eram "render ou ser morto".
Entre 15 e 18 de julho, os combates concentraram-se principalmente nos bairros ocidentais de al-Tayyar e Yarmouk, bem como o bairro de Hisham ibn Abd al-Malik, no sudeste, enquanto ambos os lados tentavam ganhar/recuperar terreno. Mesmo que as FDS tenham prevalecido nos dois primeiros, a coligação fez pouco ou nenhum progresso na Cidade Oriental e Velha, enquanto as vítimas tanto das FDS como da população civil aumentaram drasticamente. Como resultado, as FDS começaram a mudar sua estratégia no leste e na Cidade Velha, avançando mais devagar e com mais cautela, a fim de minimizar mais perdas e evitar a destruição de diversos monumentos históricos, como a Mesquita Abbasid Al-Atiq. No decorrer dos combates, um importante centro de armazenamento de armas e sede do EIIL foi destruído. [141] Em 20 de julho, o EIIL lançou contra-ataques intensos contra todas as áreas onde as FDS haviam progredido nos últimos dias.

### Captura do centro e sul da cidade de Raqqa
Apesar destes contra-ataques continuados, as FDS continuaram a avançar contra o EIIL durante os quatro dias seguintes. Até 24 de julho, a coligação havia assegurado plenamente os bairros de al-Romaniya, Hutteen, Qadisiyah, Yarmouk, Mashlab, al-Batani e al-Sinaa, enquanto tomavam o controlo de partes de Hisham ibn Abd al-Malik, al-Rawda, al -Rumaila, al-Muazzafin, al-Hamra e Nazlat Shehada, e a Cidade Velha. Como resultado, cerca de 41% da Raqqa era controlada pelas FDS. Por essa altura, o centro da batalha estava na cidade do sul, nomeadamente nos bairros de Nazlat Shehada, Hisham bin Abdul Malik e al-Kournish. Até 28 de julho, as FDS haviam feito novos avanços importantes na zona ocidental e do sul e aumentou seu controlo territorial para 50% do Raqqa. Enquanto o combate na zona central e do sul continuava, as FDS avançavam para o bairro al-Nahdah, no nordeste de Raqqa, em 30 de julho.
Entre 1 e 3 de agosto, as FDS capturaram a maioria dos bairros de Hisham ibn Abd al-Malik e Nazlat Shehada e outros locais importantes, garantindo, em grande parte, o sul de Raqqa. O EIIL também foi expulso na cidade velha, perdendo o controlo da mesquita de Uwais al-Qarni e do santuário de Ammar Ben Yasser e no norte de Raqqa, onde as FDS conquistaram cerca de 10 km2 de território. Como resultado do seu território reduzido e bombardeamentos constantes, tanto os 2 000 militantes como dezenas de milhares de civis ainda presos nas áreas do EIIL, sofreram cada vez mais com falta de alimentos, remédios e água potável, causando o EIIL, para aliviar a situação, conceder passagem segura para 3 000 civis para as zonas controladas pelos curdos. No entanto, as perspectivas de derrota do EIIL em Raqqa começaram a minar seriamente o moral dos combatentes sírios do grupo, muitos dos quais queriam escapar ou render-se. Esses militantes nativos permaneceram, no entanto, devido ao medo que tinham dos jihadistas estrangeiros do EIIL. Esses estrangeiros queriam fazer sua última posição em Raqqa, e estavam prontos para matar todos os que queriam se render. Os elementos radicais do EIIL em Raqqa também teria armas químicas em sua posse, que usariam quando sua posição se tornasse completamente insustentável, independentemente de possíveis baixas civis.

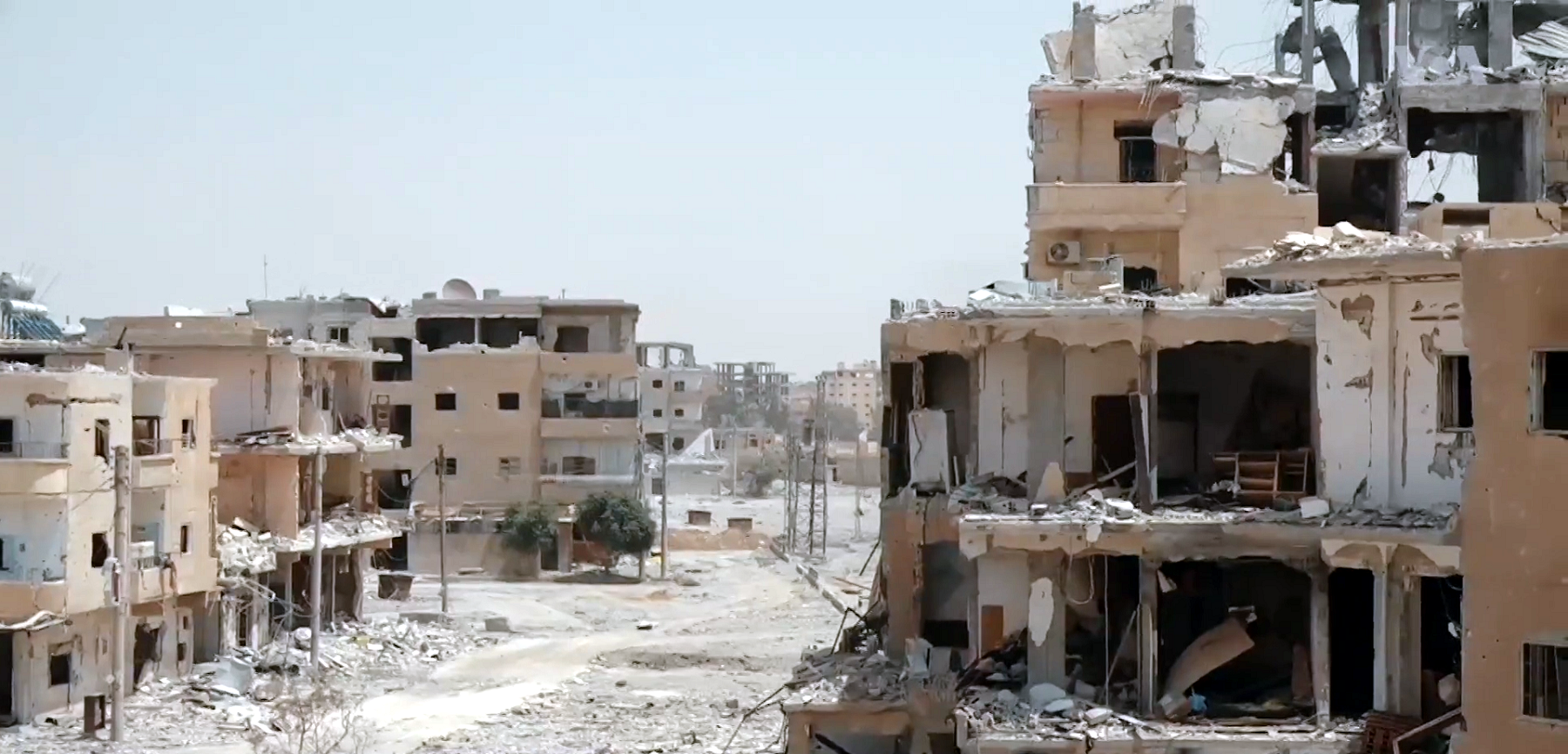
Grande parte da cidade de Raqqa foi destruída pelos combates e pelos ataques da Coligação liderada pelos EUA. Um activista anti-EIIL descreveu a situação como "além de catastrófica, eu não posso descrever nada menos como infernal. Pessoas apenas esperam pela sua vez de morrer".

Até 6 de agosto, as FDS controlavam cerca de 55% de Raqqa. Nos dias seguintes, as FDS, motivadas pelos novos reforços, expulsou o EIIL completamente do sul da cidade. Até 10 de agosto, as frentes ocidental e leste das FDS se ligavam ao sul e, assim, cortaram o acesso ao rio Eufrates dos militantes do EIIL. As forças restantes do EIIL responderam a esses avanços, lançando grandes contra-ataques entre 12 e 14 de agosto na tentativa de recuperar terreno no nordeste e no sul da cidade; embora os assaltos tenham sido infrutíferos, ambos os lados sofreram numerosas baixas.
Apesar disso, as FDS conseguiram capturar mais território na Cidade Velha, levando que cerca de 57% de Raqqa estivesse sob seu controlo até 14 de agosto. No decorrer dos próximos dias, as FDS derrotaram os últimos enclaves do EIIL no sul da cidade e, até 20 de agosto, começaram a avançar para os bairros ao norte de Hisham ibn Abd al-Malik e Nazlat Shehada. Entre 22 e 29 de agosto, as FDS avançaram na cidade velha de Raqqa, capturando vários locais simbólicos ou estratégicos, como a antiga torre do relógio (um local usado para as execuções públicas do ISIL). No entanto, o EIIL continuou a combater ferozmente pelos 10% da cidade antiga que ainda controlava, bem como por outros bairros no centro da cidade em que os militantes ainda controlavam território: Al-Moror, al-Nahda, al-Mansour e mais importante, al-Thaknah (a localização dos antigos edifícios governamentais do EIIL). No decorrer deste forte combate, Adnan Abu Amjad, líder do Conselho Militar de Manbij e comandante de alto patente das FDS foi morto em combate.

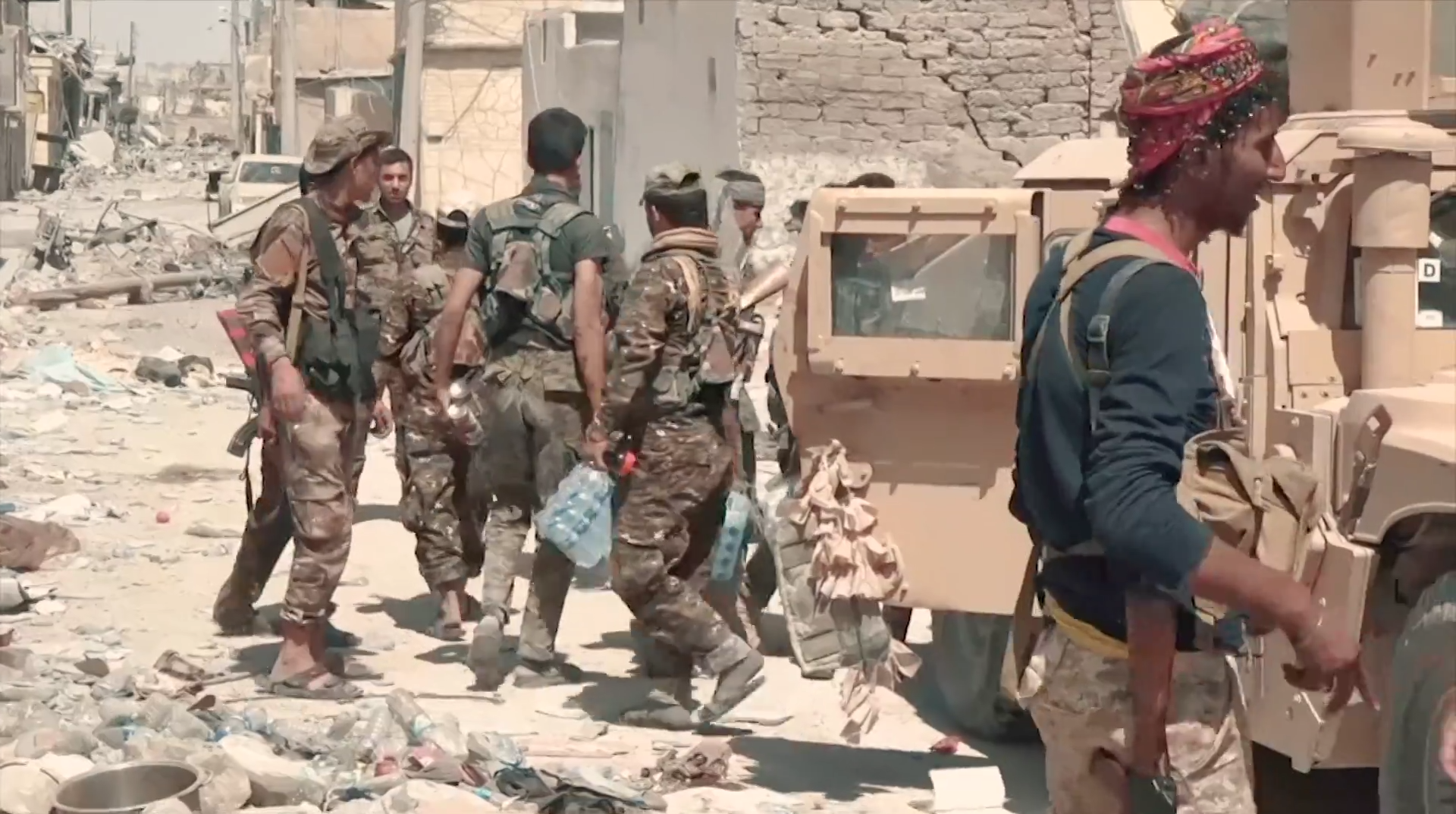
Combatentes das FDS no centro de Raqqa

Até 1 de setembro, as FDS havia assegurado quase toda a Cidade Velha, embora alguns enclaves do EIIL continuassem a resistir no beco al-Busariyah e na Grande Mesquita. Essas forças do EIIL foram finalmente derrotadas com o apoio dos Boeing AH-64 Apaches americanos em 2 e 3 de setembro, fazendo com que toda a cidade velha estivesse sob o controle das FDS. As forças da coligação também avançaram para os bairros de Al-Morour e Daraiya, que foram capturados até 6 de setembro. Até 9 de setembro, o controlo do EIIL sobre Raqqa foi reduzido para cerca de 36%, principalmente para os bairros do norte de Al-Andalus, Shamal Sekket al-Qitar, al-Huriyah, Teshreen e al-Tawaso'eiyah. Além disso, enclaves do EIIL foram relatados pelo SOHR em nove bairros controlados principalmente pelas FDS.

### Batalha pelo norte e pelos últimos redutos do EIIL

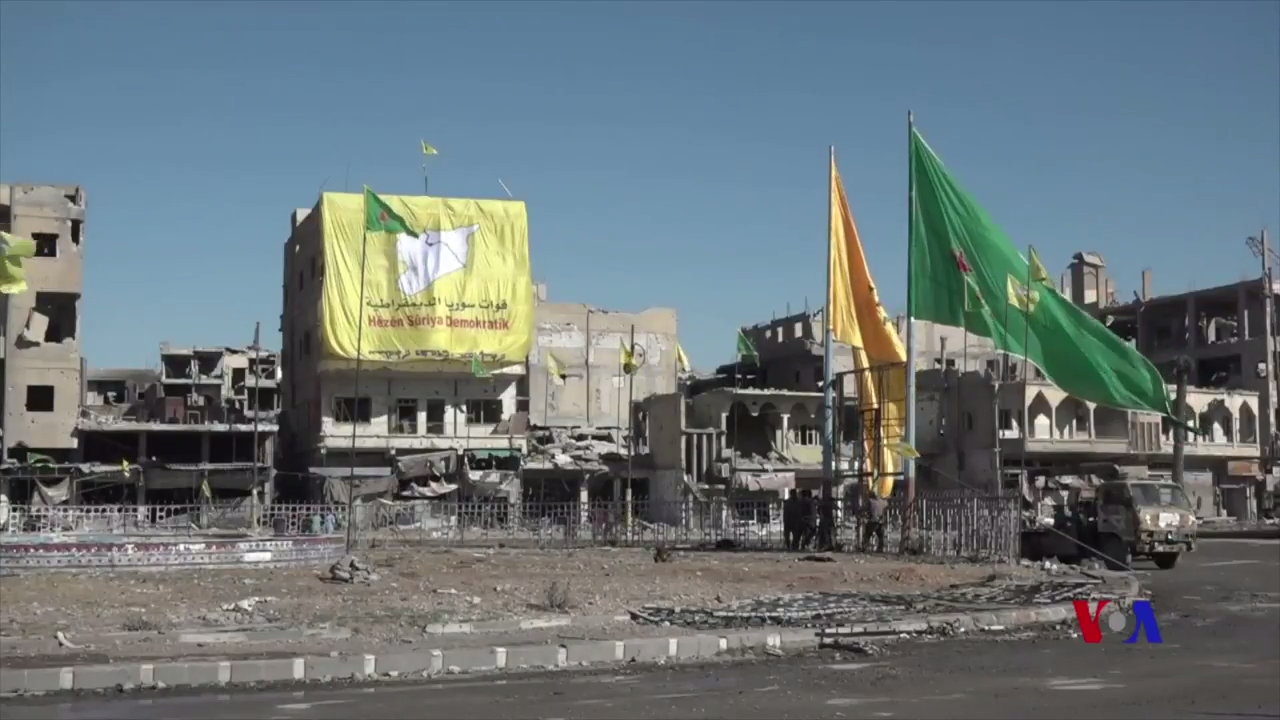
Bandeiras das FDS, YPG e YPG no centro de Raqqa após ter a cidade ter sido capturada pelas FDS

Em 14 de setembro, as FDS garantiram totalmente Al-Thaknah, um dos mais importantes bairros da Raqqa, depois de uma batalha de 24 horas. Com Al-Thaknah capturada, as FDS controlavam cerca de 70% de Raqqa. Por esta altura, a situação dos últimos jihadistas do EIIL na cidade tornou-se desesperada, pois faltava água fresca, comida, munição e armamento; alguns deles foram até mesmo enviados para pilhar em territórios das FDS, a fim de obter materiais necessários. No entanto, muitos militantes do EIIL se recusavam a considerar a rendição e, em vez disso, lançaram ataques suicidas às forças da coligação quando as suas posições se tornaram insustentáveis. A resistência dos últimos jihadistas foi centrada no norte de Raqqa, bem como em enclaves no centro e sudoeste da cidade. Activistas criticaram que a coligação anti-ISIL fez pouco para evitar vítimas civis nesta fase. Embora tenha sido notado que o EIIL usou os civis como escudos humanos, os activistas também alegaram que nem as FDS nem a CJTF-OIR tomaram "medidas extraordinárias para ajudar civis que estavam tentando fugir da cidade", com a Força Aérea dos Estados Unidos a bombardear indiscriminadamente todos os que tentaram escapar de barco ou carro.
Contudo, tais ataques aéreos também enfraquecem decisivamente as defesas do EIIL em seus últimas redutos. Os ataques aéreos pesados da Força Aérea dos EUA em 20 de setembro fizeram com que o EIIL recuasse de cinco bairros do norte para o centro da cidade, que os militantes consideravam mais seguros. A maioria do norte de Raqqa foi posteriormente ocupada pelas FDS sem muita resistência. Até 22 de setembro, inicialmente foi relatado que o EIIL perdeu todo o seu território em Raqqa, mas as FDS esclareceram mais tarde que os militantes ainda controlavam ou, pelo menos, tinham presença em 20-25% de a cidade.
Nos próximos dias, pesados combates continuaram nas áreas a norte, ocidente e leste da cidade, onde o EIIL ainda tinha presença substancial. O progresso mostrou-se lento contra essas últimas forças do EIIL, visto que em muitos casos, grupos pequenos ou mesmo militantes individuais escondidos em seus esconderijos esperavam por combates das FDS que viessem à sua procura para depois abrir fogo sobre eles. Os combatentes das FDS, não suficientemente bem equipados para tais tarefas, muitas vezes não podiam derrotar esses obstáculos forçados e minados sem arriscar perdas desproporcionais. Assim, eles tiveram que chamar de ataques aéreos; "uma e outra vez, edifícios inteiros são levados para matar um único jihadista". O EIIL também continuou a lançar contra-ataques. Os seus militantes usaram as suas redes de túneis escondidos para atacar as FDs por trás ou se dissimulavam como civis e até membros das FDS para se infiltrarem nas posições inimigas. No dia 26 de setembro, por exemplo, dezenas de militantes do EIIL com insígnias do YPG conseguiram entrar nas posições das FDS no nordeste da cidade, matando pelo menos 28 combatentes da coligação antes que eles estivessem cercados. O número exacto de combatentes do EIIL que ainda estavam activos em Raqqa neste ponto foi disputado, com estimativas que variam de cerca de 400 (de acordo com as tropas locais das FDS), a 400-900 (estimativa do Departamento de Defesa dos Estados Unidos) para 700 militantes regulares e 1 500 milícias pró-EIIL (inteligência e informação obtidos de ex-membros do ISIL). Destas forças, apenas os jihadistas estrangeiros deveriam lutar até o fim. Os centenas de militantes nativos sírios do EIIL haviam fugido da cidade, muitas vezes disfarçados de civis.
Os combates entre as unidades avançadas das FDS e os esconderijos do EIIL foi especialmente amarga na rotunda de Al-Naim, no centro de Raqqa, que foi apelidado de "Círculo do Inferno", e vários esconderijos do EIIL. Entre estes, havia o Hospital Nacional, onde o EIIL possuía uma das suas sedes e manteve reféns; um estádio de futebol, onde os militantes estavam armazenando armas; e em torno de silos de grãos no norte da cidade. Em 15 de outubro, cerca de 50 camiões evacuaram cerca de 4 000 pessoas de Raqqa após um acordo com as FDS, incluindo 250 combatentes do EIIL e 3 500 membros das suas famílias, juntamente com armas e munições. Cerca de 400 civis foram supostamente utilizados como escudos humanos pelo EIIL durante o transporte.
Depois de centenas de combatentes do EIIL e mais de 3 000 outras pessoas deixaram Raqqa sob o acordo em 15 de outubro, as FDS anunciou a "fase final" da batalha, denominada de "Batalha do mártir Adnan Abu Amjad", para capturar os restantes enclaves do EIIL em 10% da cidade. Em 16 de outubro, as FDS teriam destruído as últimas forças do EIIL nos bairros al-Andalus e al-Matar e, finalmente, conseguiu capturar a rotunda de al-Naim.
Em 17 de outubro, as FDS lançaram um ataque durante a noite e capturaram o Hospital Nacional e avançou ainda mais para o estádio controlado pelo EIIL, o último ponto contolado pelos jihadistas na cidade. O estádio foi capturado mais tarde, marcando a derrota do EIIL em Raqqa.
Em 20 de outubro, as Forças Democráticas Sírias declararam oficialmente a vitória em Raqqa.

## Consequências
Segundo as Nações Unidas, cerca de 80% da cidade de Raqqa ficou inabitável.
De acordo com uma equipa independente de jornalistas, por outubro de 2017, "pelo menos 1 300 civis morreram possivelmente por causa dos ataques aéreos da Coligação (mais de 3 200 mortes foram relatadas pela mesma causa). No global, relatos locais afirmar que pelo menos 1 800 civis foram mortos durante os combates." Segundo o chefe vencedor do momento, a batalha seria fundamental para os interesses curdos.

### Limpeza e reconstrução
Esforços para limpar a cidade de minas terrestres começaram nas zonas controladas pelas FDS. Os Estados Unidos prometeram fundos para a reconstrução da cidade.

## Reacções Internacionais
Estados Unidos - A declaração do Departamento de Estado dos Estados Unidos de 20 de outubro afirmava: "Nós felicitámos o povo sírio e as Forças Democráticas Sírias, incluindo a coligação árabe síria, na libertação de Raqqa. Os Estados Unidos estão orgulhosos por liderarem a Coligação Global de 73 membros que ajudaram neste esforço, que viu o auto-intitulado "califado" a colapsar ao longo do Iraque e da Síria. O nosso trabalho está longe de estar concluído mas a libertação de Raqqa é um acontecimento crítico no combate global contra o EIIL, e sublinha o sucesso dos esforços internacionais e sírios para derrotar estes terroristas. [...] A Coligação irá continuar a sua campanha incessante para negar ao EIIL um lugar seguro em qualquer canto do planeta, e cortar a sua habilidade para recrutar, mover combatentes terroristas estrangeiros, transferir fundos, e espalhar propaganda falsa pela internet e redes sociais. Nós estamos confiantes que nós iremos prevalecer e derrotar esta organização terrorista brutal." A 24 de outubro de 2017, um porta-voz do Departamento de Estados dos EUA afirmou: [...] Onde agora estamos isto é um enorme sucesso sobre o EIIL em Raqqa. Ainda há um caminho longo há nossa frente. [...] Isto é um sucesso tremendo que finalmente, sob esta administração, Raqqa foi recuperada, e eu não quero que se perca o foco sobre isso. Isto não é um sucesso dos EUA necessariamente, embora nós tenhamos feito parte dele. É um sucesso sírio para o povo sírio, e sinceramente, um sucesso para todos os povos amantes da paz que nada querem com o EIIL e que desejam o fim do EIIL."
 Rússia - O major-general Igor Konashenkov, responsável da comunicação do Ministério da Defesa da Federação Russa, disse: "Raqqa sofreu o destino de Dresden em 1945, sendo destruída da face do planeta por bombardeamentos Anglo-Americanos." O major-general também questionou a relevância significativa de Raqqa ao sublinhar que antes da Guerra Civil Síria a cidade de Deir Zor (libertada em setembro de 2017 pelo governo sírio e por tropas russas) era um centro urbano muito maior.
República Árabe Síria - No final de outubro de 2017, o governo da Síria emitiu um comunicado que afirmava: "A Síria considera que reivindicações dos Estados Unidos e da sua "pseudo" coligação acerca da libertação de Raqqa como mentiras com o fim de desviar a opinião pública internacional sobre os crimes cometidos por esta coligação na província de Raqqa. [...] mais de 90% da cidade de Raqqa foi arrasada devido a um bombardeamento deliberado e bárbaro da cidade e dos subúrbios em seu redor, que também todos os serviços e infraestruturas e forçou milhares de locais a deixarem a cidade e se tornarem refugiados. [...]  A Síria ainda considera Raqqa como uma cidade ocupada, e só se poderá considerar como libertada quando o Exército Árabe Sírio entrar nela."